# Vrije Academie (Den Haag)
De Vrije Academie Werkplaats voor Beeldende Kunsten Psychopolis, kortweg de Vrije Academie, gaf tussen 1947 en 2015 in Den Haag professionele kunstenaars en getalenteerde amateurs de gelegenheid om hun artistieke vermogens te ontwikkelen en zich verder te oriënteren op de professionele kunstpraktijk. Er waren diverse werkplaatsen (hout, metaal, nieuwe media, keramiek en grafiek). Op elke afdeling werkten professionele kunstenaars als “begeleider” van de “deelnemers”. Daarnaast werd er elk half jaar een programma aangeboden van workshops en masterclasses, die veelal ook openstonden voor niet-deelnemers.

## Oprichting
Op 1 november 1947 werd de Vrije Academie te Den Haag opgericht door 'lichtkunstenaar' Livinus van de Bundt. De doelstellingen waren: "te komen tot integrale vorming van beeldende kunstenaars en van zich kunstzinnig ontplooiende amateurs, waarbij gestreefd wordt naar een steeds onderzoekende beoefening van de vrije beeldende kunsten, opdat uitkomsten verwacht kunnen worden, die de vormgeving van de samenleving op een hoger peil brengen." Van de Bundt wilde de artistieke vorming op een andere wijze doen dan gebruikelijk is op de andere kunstacademies. Hij streefde naar een open atelier waar zowel professionals als amateurs zich door middel van dialoog en reflectie naar een hoger niveau konden ontwikkelen. Zijn motto was: “Je bent kunstenaar of je bent het niet'.

## Directeuren
- 1947 – 1964 Livinus van de Bundt;
- 1964 – 1982 George Lampe;
- 1983 – 1988 Frans Zwartjes;
- 1988 – 2001 Bob Bonies;
- 2001 – 2009 Ingrid Rollema;
- 2009 – 2015 Marie Jeanne de Rooij

## GEMAK
De tentoonstellingsruimte GEMAK was tussen 2012 en 2015 het enige, nog actieve onderdeel van de in 1947 door Livinus van de Bundt opgerichte Stichting Vrije Academie voor Beeldende Kunsten Den Haag.
Het was de missie van GEMAK (aanvankelijk een samenwerkingsverband met Gemeentemuseum Den Haag van 2009 tot 2011, daarna alleen door de Vrije Academie voortgezet) om actuele en controversiële thema’s in kunst, politiek en samenleving een podium te bieden en om het publiek kunst te laten meemaken als vertrekpunt voor discussies en lezingen.
Op 4 december 2015 heeft GEMAK de deuren moeten sluiten. Daarmee kwam ook een eind aan Stichting De Vrije Academie.

## Externe verwijzingen
- De Haagse Vrije Academie - Psychopolis website die de Haagse Vrije Academie – Psychopolis ook voor de toekomst levend wil houden.
- Website GEMAK

- Virtual International Authority File: 3448155286644887180005